# 疋田氏 (牧野家重臣)
疋田氏（ひきたし）は、譜代大名牧野氏の重臣として、越後長岡藩では真木氏・野瀬氏とともに、特に先法三家と呼ばれた。先法家の概要については先法家を参照のこと。

## 概要
以下は主として、長岡藩文書「諸士由緒記」による疋田氏説明。

### 長岡入封以前
疋田氏は室町幕府番衆（庇番）に三河国設楽郡の侍として見えるが、先法家疋田氏との関係は明らかではない。三河時代の牧野家の文書・記録類や牛久保城古図にもその名は見えず、牧野氏三河在住時代の疋田氏と牧野氏の関係は不明である。牛久保城主・牧野氏に与力した疋田氏は、天正年間（1573年～1590年）以前は、牧野氏・真木（槇）氏と、野瀬（能勢）氏とは異なる歴史を持っていた。
天正7年（1579年）の遠江国持舟城（用宗城）合戦において戦死した疋田水右衛門某の忠孝は高く評価されたが、その遺児は幼く自然、立場は微妙であったと云われる。その子（2代目水右衛門正則）が元和元年（1615年）大坂夏の陣でまた戦功をあげたとしるされ、この功により600石を与えられたという。さらに藩主が菊に感嘆したことによって8石の加増をして計608石となった。
疋田正則は元和元年(1615年)大坂夏の陣で武功をあげ、また元和5年の安芸国広島城主・福島正則の改易の際にその上使を務めた牧野忠成に随行するなど、今泉竹右衛門（牧野氏初期の家老・1,300石)らと共に江戸にあった主君忠成を支える側近としてその存在は重く、長岡入封以後には寄会組世襲の格式を得て先法三家の一つとなった。

### 長岡入封以後
2代目水右衛門の正則は当初は実子が無く、菅沼織部家の家老・今泉四郎兵衛家から養子を得て嫡子とした。これが3代目の正典である。
ところが間もなく2代目の正則に実子の正久が生まれたので、正久は158石分知を受け疋田惣太夫家の初代となった。以後、水右衛門家は世禄450石となった。なお、疋田惣太夫の改易のおり（下記参照）、水右衛門家も遠慮を申し渡され350石に減知となったが、享保15年には許されて450石に復した。
5代目疋田水右衛門は、100石が加増され550石となる。長岡藩立藩以来、疋田氏に与えられた初めての新恩であった。実はこのとき5代目水右衛門は、実弟・幸之進（小姓100石）を家老山本氏に養子入りさせて家老本職を継がせた。
6代目水右衛門は、100石の分家を分出したため、450石となる。分出された100石の分家は一代限りで、消失しているが、その理由を示す史料は未見である。惣領家に家禄は還付されていない。このとき惣領家は50石の減知を受けて、400石となっている。
7代目水右衛門は、50石が加増され、450石に復す。明治維新後に、疋田氏は、藩主家の家令となった。

## 分家
前掲の疋田惣太夫家がある。寛文年中、初代正久は158石分知にて分家、御持筒頭。2代目は御刀番にて高田城受取御供。3代目正方の宝永5年（1709年)には「御人減少」として疋田惣太夫家は改易となった。享保7年に正方は本人願いにより、4代目水右衛門の弟・幸之進（山本左伝次）の後見を条件に養子を取る事を許された。養嗣子の4代目・惣太夫某は享保15年に山本家を継いだ幸之進の持ち高100石を継承して惣太夫家を再興した。